# Poleá
La poleá es una receta típica de la cocina andaluza, especialmente de Sevilla, Huelva y Cádiz, consiste en una variante dulce de las gachas, que se consumía especialmente en otoño e invierno durante los años difíciles. Sus orígenes se remontan al periodo andalusí, ya que fue mencionada por Ibn Razin al-Tuyibi.

## Ingredientes
El plato se prepara con leche y harina, dándole sabor con sal, matalahúva y azúcar al cocinarlo. Admite otros ingredientes, como fruta, miel, meloja, anís o canela, para realzar algo más su sencilla composición. Suele acompañarse con cuscurros de pan frito.

## Consumo
Además de su consumo como postre por sí mismo, se puede incluir en otros dulces.